# Rupert Mitford (6e baron Redesdale)
Rupert Bertram Mitford, 6e baron Redesdale (né le 18 juillet 1967), est un pair héréditaire britannique, homme politique libéral démocrate et membre de la famille Mitford.

## Biographie
Mitford fait ses études à la Milton Abbey et à la Highgate School, avant d'aller à l'Université de Newcastle, où il obtient le diplôme de BA.
Il succède à son père en tant que 6e baron Redesdale, de Redesdale dans le comté de Northumberland, en 1991.
À la suite de la suppression du droit automatique des pairs héréditaires à un siège au Parlement par la House of Lords Act 1999, les libéraux démocrates profitent d'une offre du nouveau gouvernement travailliste pour que certains de leurs pairs héréditaires reviennent à la Chambre en tant que pairs à vie. Redesdale est créé pair à vie le 18 avril 2000, sous le titre de baron Mitford, de Redesdale dans le comté de Northumberland. À 32 ans, il est le plus jeune à avoir jamais reçu une pairie à vie. Par convention, la Chambre des lords fait référence aux pairs détenant plusieurs titres par celui qui est le plus senior au sein de la pairie. Ainsi, Mitford est connu à la Chambre sous le nom de Lord Redesdale.
Il est un cousin issu germain des célèbres sœurs Mitford, filles de David Freeman-Mitford (2e baron Redesdale). La plus jeune des sœurs, Deborah, duchesse de Devonshire, est, avec son mari, Andrew Cavendish (11e duc de Devonshire), active au sein du Parti social-démocrate qui fusionne avec le Parti libéral pour devenir les démocrates libéraux, pour lesquels Redesdale siège à la Chambre des lords.

## Carrière
Il intervient sur diverses questions au nom du Parti parlementaire libéral-démocrate, comme l'environnement, le développement international, la science et la technologie. Il est le patron de diverses sociétés, dont une encouragée par ses collègues parlementaires, à savoir le Red Squirrel Protection Partnership qui préconise un contrôle strict de la population d'écureuils gris afin d'augmenter les chances de survie des écureuils roux.
Lord Redesdale est le porte-parole pour l'énergie pour les libéraux démocrates de la Chambre des lords de 2000 à 2008.
Redesdale est PDG de la Carbon Management Association et de l'Energy Managers Association. Depuis 2012, Redesdale est président fondateur de la Carbon Management Association et de l'Energy Managers Association.
En novembre 2013, il fonde, avec Jason Franks (anciennement de la division des événements Daily Mail et General Trust), Heelec, qui lance l'Energy Management Exhibition (EMEX). Le salon attire plus de 4500 professionnels de la communauté de 25 000 de l'Energy Managers Association.

## Vie privée
Il vit avec sa femme, Helen (née Shipsey) Lady Redesdale, avocate, et quatre enfants près de Tufnell Park, au nord de Londres, ainsi que dans le Northumberland.
L'héritier du titre est Bertram Mitford, né en 2000. Les trois autres enfants sont Clementine Mitford, Amelia Mitford et Edward (Teddy) Mitford.
Lord Redesdale est un supporter de longue date de l'Arsenal FC.